# Mosaïque des bestiaires festoyant dans l'arène
La mosaïque des bestiaires festoyant dans l'arène, appelée aussi mosaïque du banquet costumé, est une mosaïque romaine datée du IIIe siècle et découverte à El Jem, site de l'ancienne Thysdrus. Elle est conservée au musée national du Bardo.

## Histoire et localisation

### Histoire antique
Elle date du début du IIIe siècle selon l'étude des critères stylistiques, d'éléments géométriques et de la forme des lettres. La date a pu être affinée à 200-220.

### Redécouverte
La mosaïque est découverte de manière fortuite en septembre 1954 par un habitant d'El Jem, à 500 mètres à l'ouest de l'amphithéâtre. L'œuvre est déposée par Louis Foucher, conservateur du musée archéologique de Sousse, et envoyée au musée Alaoui, le futur musée du Bardo.
L'œuvre est retrouvée dans une pièce rectangulaire d'un édifice dont les murs étaient arasés.

## Description
La mosaïque, qui porte le numéro d'inventaire Inv. 3361, est en bon état, sauf dans son angle gauche. La mosaïque est l'emblema d'une mosaïque plus grande : un décor géométrique avec des ovales et des carrés était présent sur les bords du panneau central, avec des motifs géométriques divers parmi lesquels des tresses ou des motifs crénelés.
La mosaïque est inscrite dans un cadre carré fermé par quatre tiges de millet, pourvues de feuilles et de fleurs. Le millet est rare dans les bordures des mosaïques. Cinq individus sont installés sur une table de forme arquée, boivent et discutent de manière grossière. Chaque personnage est muni d'un symbole différent : une feuille de lierre, une couronne pourvue de trois pointes, une autre de cinq pointes, une tige de millet et une hampe munie d'un croissant.
Gilbert Charles-Picard a publié la mosaïque en 1954 et donne sa vision de l'œuvre :
| Personnage     | Symbole                              | Parole prononcée selon Charles-Picard | Traduction ou sens                                             |
| -------------- | ------------------------------------ | ------------------------------------- | -------------------------------------------------------------- |
| Femme          | Sceptre avec croissant               | nostrestenemus                        | nous trois, nous nous tenons convenablement ou « sens obscur » |
| Homme          | Roseau ou tige millet (selon Seyrig) |                                       |                                                                |
| Homme          | Couronne radiée avec poisson         | iam udulo avocemur quimini            |                                                                |
| Femme          | Couronne radiée avec ancre           | bibere venimus                        | nous venons boire                                              |
| « Personnage » | Feuille de lierre                    | [n]osnudi [f]iemus                    | exhortation à se mettre à l'aise                               |

Le banquet débute à peine,. Le convive portant le lierre semble s'être dévêtu et débraillé et tient un verre. Les trois personnages sur la droite semblent choqués de son attitude selon Charles-Picard, et l'un d'eux, peut-être le maître de maison, semble embarrassé : la phrase au-dessus des trois convives de droite semble vouloir dire « détournons nous de l'ivrogne (etc) » ou « cessons de nous imbiber (etc) ».
Le personnage situé sur la droite prononce une parole obscure selon Henri Seyrig. Celui situé à sa gauche, au vêtement rouge, tient une tige de millet et prononce le mot Avocemur qui signifie « Divertissons-nous ». Le suivant porte un manteau vert et dit Ja(m) multu loquimini (« vous parlez depuis trop longtemps »). Le personnage aussitôt à gauche porte le même type de manteau et sa phrase ne pose pas de problème de lecture, tout comme le dernier qui est vêtu légèrement.
Devant les convives se trouve une table ou un guéridon portant deux œnochoés, un pot par terre, un cratère, et deux personnages en tunique courte, sans doute des serviteurs, dont l'un sert à boire aux convives à partir d'une amphore car il leur tend un verre. Le second, peut-être le bouvier, a la main à la bouche et dit Silentiu(m), dormiant tauri ! (« silence, laissez dormir les taureaux »),.
Devant les serviteurs, cinq taureaux à bosse ou zébus sont installés « les uns contre les autres » : l'un est debout et deux lèvent la tête. Sur leur croupe on trouve une marque,, un « guerrier combattant » et un sistre. Ce signe était marqué au fer chaud.

## Interprétation

### Œuvre originale et très vivante
La scène est très vivante, en dépit de maladresses dans le dessin ; l'expression des personnages est réussie, tout comme la figuration du troupeau qui rappelle la mosaïque du haras de Sorothus.

### Scène de banquet divin ou des Saturnales?
Les spécialistes ne sont tout d'abord pas d'accord sur le sens à apporter à cette œuvre.
Les personnes participent à une beuverie, qui suivait traditionnellement le dîner. Selon Charles-Picard, il s'agit de la représentation d'un banquet divin : il s'agit d'« une bande de joyeux fêtards, qui n'ont pas hésité à se déguiser en dieux ». La présence des taureaux est faite de sous-entendus selon lui.
Selon Henri Seyrig, le roseau est l'« emblème d'une royauté burlesque » et doit être lié au banquet des Saturnales, fête durant laquelle « les maîtres et les esclaves échangeaient leurs rôles » : son porteur est le roi burlesque élu. Les cinq personnes à table seraient les bouviers et les serviteurs seraient les maîtres. La phrase prononcée à propos des taureaux est « une allusion plaisante » et le tout est une « farce burlesque ».

### Lien avec les jeux de l'amphithéâtre

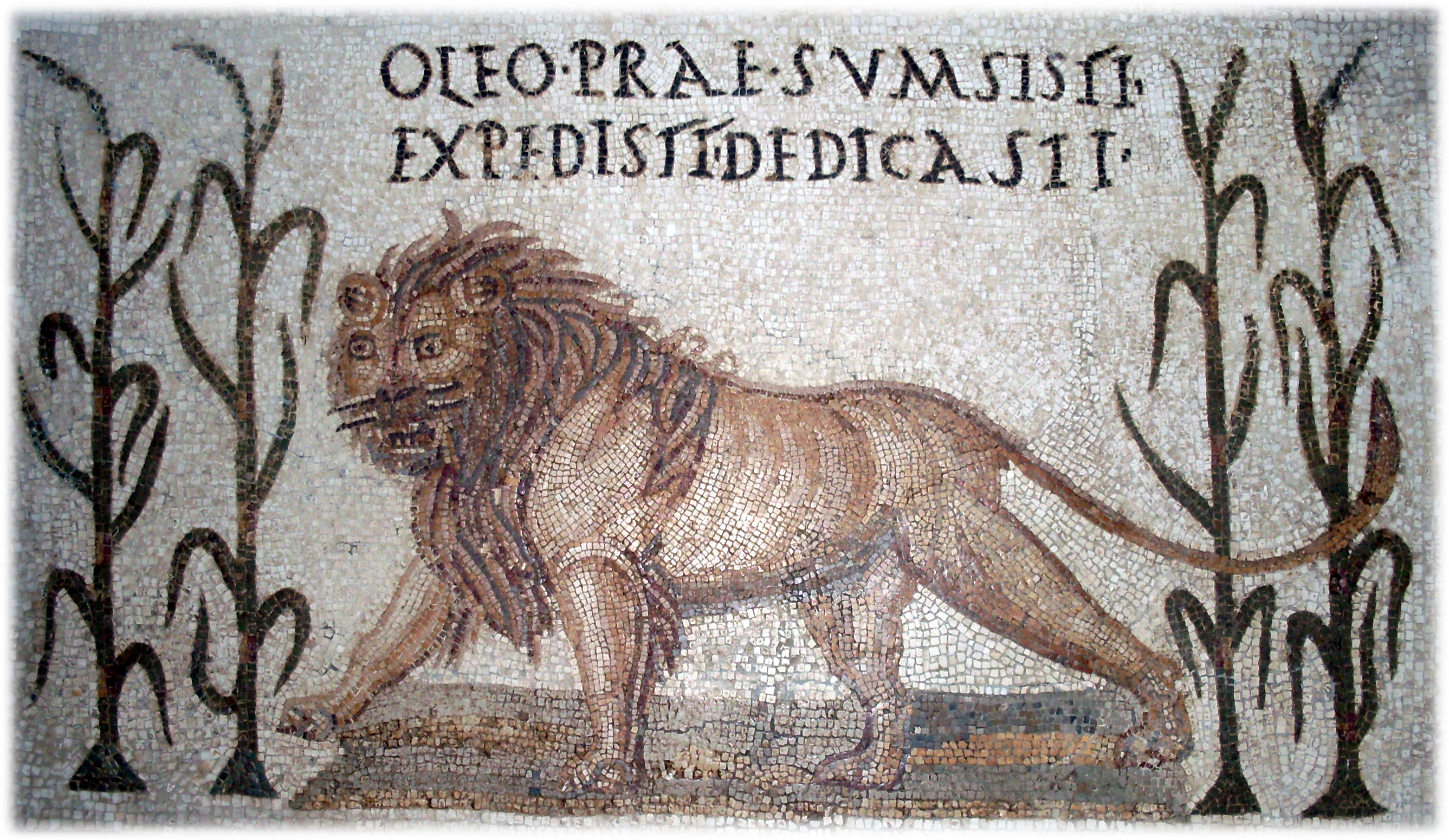
Mosaïque d'Uzita du Lion et des quatre tiges de millet représentant le symbole et un lion pour évoquer la sodalité des Leontii.

Pour les spécialistes, la mosaïque concerne désormais le monde de l'amphithéâtre après les travaux d'Azedine Beschaouch. Les marques présentes sur les croupes des taureaux sont des marques d'animaux d'amphithéâtre.
Les marques présentes quant à elles au-dessus des convives permettent d'identifier ces derniers à des venatores, personnages qui luttaient contre les animaux sauvages dans les amphithéâtres. Ils appartenaient à différents groupes comme le signalent les différents symboles.
Les venatores étaient organisés en associations professionnelles, les sodalités, qui étaient au service des cités et des évergètes qui offraient des spectacles à leurs concitoyens. Chaque association était pourvue d'une divinité tutélaire et de symboles spécifiques.
| Symbole                                | Sodalité               |
| -------------------------------------- | ---------------------- |
| Bâton et croissant                     | Telegenii              |
| Tige de millet                         | Leontii                |
| Couronne à cinq pointes et poisson     | Pentasii               |
| Couronne à trois pointes avec lettre S | Sinematii              |
| Tige de lierre et chiffre II ou III    | Taurisci ou Crescentii |

Ce tableau figure la veille des jeux : les animaux et les chasseurs sont réunis. La formule At dormiant tauri a été trouvée à Uzita et peut être interprétée comme le souhait de la défaite d'une équipe adverse, celle des Taurisci.

#### Ouvrages généraux
- Aïcha Ben Abed-Ben Khedher, Le musée du Bardo : une visite guidée, Tunis, Cérès, 1992, 76 p. (ISBN 978-9973-700-83-4).
- Azedine Beschaouch, « Nouvelles observations sur les sodalités africaines », CRAI, vol. 129, no 3,‎ 1985, p. 453-475 (lire en ligne).
- Azedine Beschaouch, « Nouvelles recherches sur les sodalités de l'Afrique romaine », CRAI, vol. 121, no 3,‎ 1977, p. 486-503 (lire en ligne).
- Azedine Beschaouch, « La mosaïque de chasse à l'amphithéâtre découverte à Smirat en Tunisie », CRAI, vol. 110, no 1,‎ 1966, p. 134-157 (lire en ligne).
- M'hamed Hassine Fantar, Samir Ouanallah et Abdelaziz Daoulatli, Le Bardo, la grande histoire de la Tunisie : musée, sites et monuments, Tunis, Alif, 2015 (ISBN 978-9938-9581-1-9).
- Hédi Slim, Ammar Mahjoubi, Khaled Belkhodja et Abdelmajid Ennabli, Histoire générale de la Tunisie, vol. I : L'Antiquité, Paris, Maisonneuve et Larose, 2003 (ISBN 978-2-7068-1695-6).
- Hédi Slim et Nicolas Fauqué, La Tunisie antique : de Hannibal à saint Augustin, Paris, Mengès, 2001, 259 p. (ISBN 978-2-85620-421-4).
- Mohamed Yacoub, Le musée du Bardo : départements antiques, Tunis, Agence nationale du patrimoine, 1993, 294 p. (ISBN 978-9973-917-12-6). .
- Mohamed Yacoub, Splendeurs des mosaïques de Tunisie, Tunis, Agence nationale du patrimoine, 1995, 421 p. (ISBN 9973-917-23-5).
- Collectif, De Carthage à Kairouan, 2000 ans d'art et d'histoire en Tunisie, Paris, association française d'action artistique, 1982, 280 p. (ISBN 2-86545-015-5). .

#### Travaux sur la mosaïque
- Gilbert Charles-Picard, « Un banquet costumé sur une mosaïque d'El-Djem », CRAI, vol. 98, no 4,‎ 1954, p. 418-424 (lire en ligne, consulté le 2 avril 2020). .
- Henri Seyrig, « Sur une mosaïque récemment découverte à El-Djem », CRAI, vol. 99, no 4,‎ 1955, p. 521-526 (lire en ligne, consulté le 3 avril 2020). .